# Seeing

Effetti del seeing sulle immagini di Epsilon Aquilae riprese con un telescopio.

In astronomia, il termine seeing (dall'inglese to see = vedere) indica un insieme di diversi fenomeni, dovuti principalmente all'atmosfera terrestre, che peggiorano l'immagine apparente degli oggetti astronomici osservati, in luce ottica e all'infrarosso. Le condizioni di seeing, per una determinata notte e località, descrivono quanto l'atmosfera terrestre perturba (a seconda della turbolenza e temperatura) l'immagine dei corpi celesti osservati. Il seeing tipico, raggiungibile dai migliori telescopi collocati in alta quota e nella fascia equatoriale (in Cile ed alle Hawaii), è valutabile tra i 0,6 e 0,8 secondi d'arco di intervallo-separazione risolvibile.

## Cause del seeing
Per comprendere l'effetto del seeing è utile prendere in considerazione un caso ideale. Assumiamo che la sorgente osservata sia puntiforme, ovvero uno-dimensionale, e che le ottiche del rivelatore non incidano sulla qualità dell'immagine. In assenza di atmosfera il rivelatore osserverebbe la sorgente così com'è, puntiforme; mentre in presenza di una massa d'aria, l'immagine della sorgente risulterebbe avere un'estensione superficiale con una densità di fotoni decrescente dal centro dell'immagine della sorgente verso l'esterno con un profilo gaussiano. Per comprendere questo effetto di sparpagliamento dei fotoni dobbiamo pensare che un rivelatore, come un telescopio, ottiene l'immagine di un oggetto attraverso esposizioni (o pose) più o meno lunghe, che gli permettono di accumulare la luce proveniente dalla sorgente. Durante la posa le condizioni degli strati del cono di atmosfera che si trova tra la sorgente puntiforme e la superficie del rivelatore cambiano di frequente. Tali variazioni corrispondono ad un cambiamento dell'indice di rifrazione, che influisce sulla traiettoria dei raggi di luce e quindi sui punti della superficie del rivelatore dove i raggi incidono. Ai fini pratici, la turbolenza atmosferica ha l'effetto di spostare rapidamente (con un tempo dell'ordine dei millisecondi) l'immagine della sorgente sul rivelatore. Quanto l'immagine venga spostata dipende dalla turbolenza: più gli strati di atmosfera saranno turbolenti, maggiore sarà lo spostamento.
L'immagine finale della sorgente sarà data dalla sovrapposizione di tutti i punti arrivati al rivelatore durante l'esposizione. La funzione che descrive come i vari raggi di luce si sono distribuiti sulla superficie del rivelatore (ovvero l'immagine finale) è detta funzione di diffusione del punto (in sigla PSF, dall'inglese point spread function). Tale distribuzione viene spesso rappresentata, per semplicità, con una funzione gaussiana. Esistono altre funzioni analitiche che possono riprodurre meglio la PSF reale delle sorgenti: un esempio è dato dalla funzione di Moffat (detta anche Moffattiana). La misura più comune del seeing è data dalla larghezza a metà altezza (in sigla FWHM, dall'inglese full width at half maximum) della PSF e viene espressa in secondi d'arco. La larghezza a metà altezza è un utile punto di riferimento anche per comprendere la risoluzione angolare massima ottenibile con i telescopi: le migliori condizioni di seeing da terra permettono di avere una FWHM di circa 0,4 secondi d'arco e si ottengono solo in luoghi particolari e per poche notti all'anno; queste condizioni si ottengono ad esempio negli osservatori situati ad elevate altitudini e su piccole isole, come a Mauna Kea nelle Hawaii o a La Palma oppure presso la base Concordia in Antartide.
In realtà, gli effetti del seeing sono molto più complessi: 
- primo perché molti corpi celesti non sono puntiformi ma hanno una estensione intrinseca osservabile con i telescopi (ad esempio i pianeti, le galassie, le stelle molto vicine), mentre solo le stelle lontane ed i quasar possono essere approssimati a sorgenti puntiformi. Nel caso di sorgenti estese, l'immagine osservata è data dalla convoluzione del profilo di luminosità dell'oggetto con la PSF.
- Un'altra complicazione è data dal fatto che nella PSF si devono prendere in considerazione anche gli effetti di disturbo strumentale che degradano l'immagine come, ad esempio, aberrazioni delle ottiche, errori di inseguimento etc.
- Una non indifferente sorgente di seeing è data da effetti di cupola. La turbolenza dovuta a gradienti di temperatura tra l'interno e l'esterno dell'edificio, tra gli specchi del telescopio e l'aria appena sopra la superficie può portare a duplicare se non triplicare i valori di seeing, soprattutto in quei piccoli telescopi costruiti prima degli studi sull'effetto dell'atmosfera sulle osservazioni.

Le due scale per i "valori di seeing" più adottate sono la scala di Antoniadi, valida soprattutto per l'osservazione planetaria e la scala di Pickering, valida in modo particolare per l'osservazione delle stelle doppie e di tutte le sorgenti cosiddette "puntiformi".